# Lidia Wysocka

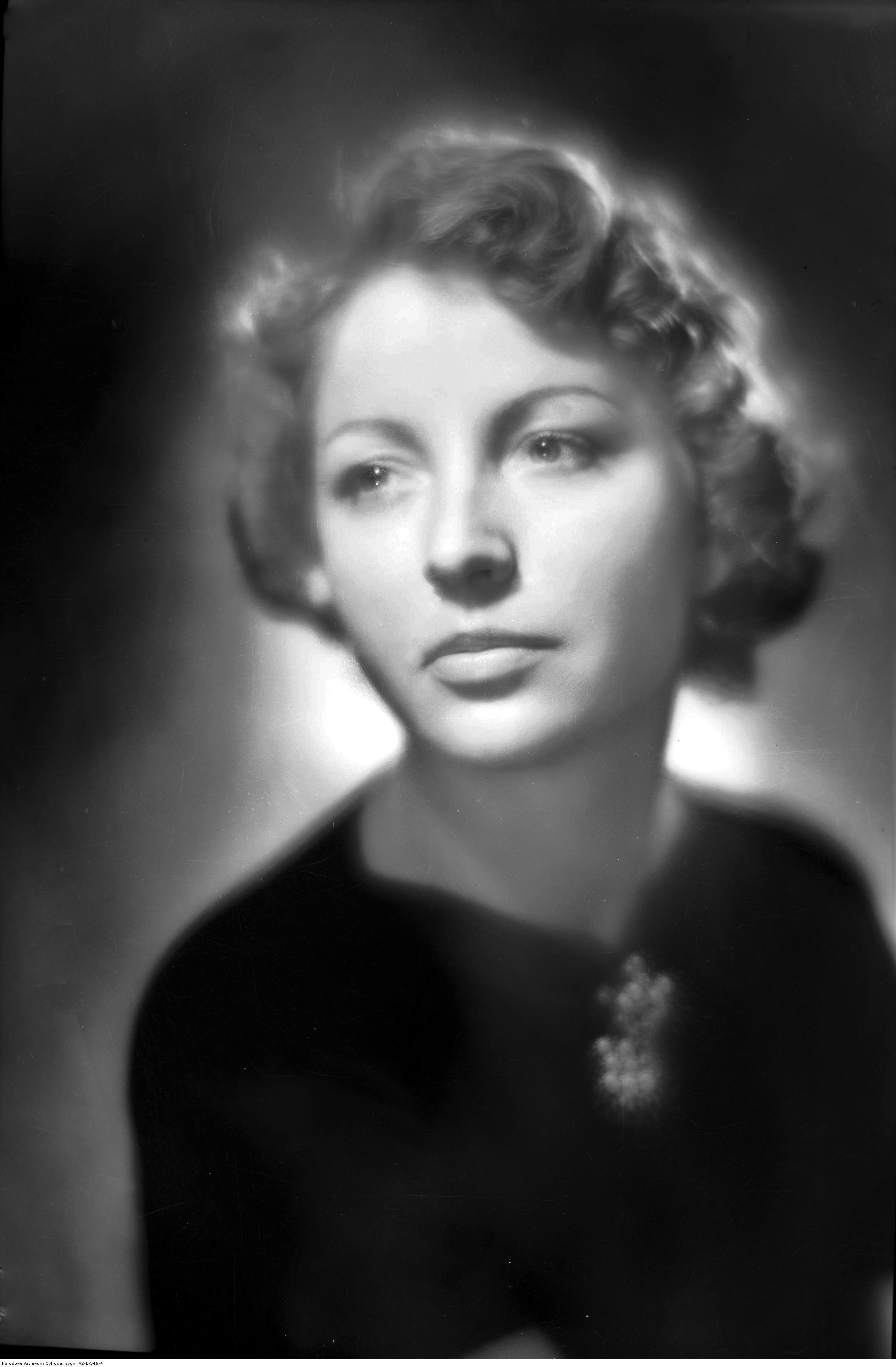
Lidia Wysocka

Lidia Wysocka (24 giugno 1916 – Varsavia, 2 gennaio 2006) è stata un'attrice teatrale, attrice cinematografica e regista teatrale polacca.

## Biografia
Si è laureata nel 1936 all'Istituto Nazionale d'Arte Drammatica di Varsavia.

## Filmografia
- Kochaj tylko mnie, regia di Marta Flantz (1935)
- Papa się żeni, regia di Michał Waszyński (1936)
- Gehenna, regia di Michal Waszynski (1938)
- Ostatnia brygada, regia di Michal Waszynski (1938)
- Serce matki, regia di Michal Waszynski (1938)
- Wrzos, regia di Juliusz Gardan (1938)
- Doktór Murek, regia di Juliusz Gardan (1939)
- Złota Maska, regia di Jan Fethke (1939)
- Irena do domu!, regia di Jan Fethke (1955)
- Sprawa pilota Maresza, regia di Leonard Buczkowski (1955)
- Nikodem Dyzma, regia di Jan Rybkowski (1956)
- Rozstanie, regia di Wojciech Has (1960)
- Sekret, regia di Roman Załuski (1973)
- Zaczarowane podwórko, regia di Maria Kaniewska (1974)
- W obronie własnej, regia di Zbigniew Kaminski (1981)

## Teatrografia parziale

### Attrice
- I quaderni postumi del Circolo Pickwick di Charles Dickens (1936)
- Le nozze di Figaro di Pierre Beaumarchais (1936)
- Papa di Gaston de Caillavet (1937)
- La notte di novembre di Stanisław Wyspiański (1938)
- Delila di Ferenc Molnár (1938)
- L'importanza di chiamarsi Ernesto di Oscar Wilde (1939)
- Due dozzine di rose scarlatte di Aldo De Benedetti (1944)
- Village wooing di George Bernard Shaw (1946)
- Molto rumore per nulla di William Shakespeare (1947)
- Mąż i żona di Aleksander Fredro (1948)
- Don Gil de las calzas verdes di Tirso de Molina (1951)
- Il buon soldato Sc'vèik di Jaroslav Hašek (1981)

### Regista
- Norwegian spring di Stuart Engstrand (1949)
- Don Gil de las calzas verdes di Tirso de Molina (1951)